# Niululing Shuiku
Niululing Shuiku är en reservoar i Kina. Den ligger i provinsen Hainan, i den södra delen av landet, omkring 120 kilometer söder om provinshuvudstaden Haikou. Niululing Shuiku ligger 103 meter över havet. Arean är 7,3 kvadratkilometer. I omgivningarna runt Niululing Shuiku växer i huvudsak städsegrön lövskog. Den sträcker sig 4,9 kilometer i nord-sydlig riktning, och 7,7 kilometer i öst-västlig riktning.
Genomsnittlig årsnederbörd är 2 185 millimeter. Den regnigaste månaden är september, med i genomsnitt 364 mm nederbörd, och den torraste är januari, med 20 mm nederbörd.